# أحمد فؤاد سليم
أحمد فؤاد سليم علي (2 يونيو 1957 -)، ممثل مصري.

## حياته
وُلد في القاهرة لعائلة من الشرقية، وفي عام 1978 تخرج من المعهد العالي للفنون المسرحية.
وبدأ مشوارهُ الفني بالعمل المسرحي فقد قدم العديد من المسرحيات، منها مسرحية الصعايدة وصلوا عام 1989. كما عمل في مسرحيات سفر حي، وعرابي زعيم الفلاحين، وقصة الموت، والسبنسة، والآخر.

## من أعماله
قدم العديد من المسرحيات، منها:
- الكاهن 2021
- أهل الكهف 2024
- الصعايدة وصلوا.[1]
- سفر حي.[1]
- عرابي زعيم الفلاحين.[1]
- قصة الموت.[1]
- السبنسة.[1]
- الآخر.[1]

شارك في عدة مسلسلات منها:
- حكيم باشا :2025
- القاتل الذى أحبني
- ورا كل باب ج 2 :2021
- الاختيار.[1][4]
- ذو النون المصري.[1]
- العزبة.[1]
- الهروب إلى السجن.[1]
- الملك فاروق.[1]
- قاسم أمين.[1]
- الليل وآخره.[1]
- المواطن اكس.[1]
- الخواجة عبد القادر.[1]
- ابن حلال.[1]
- بيت الرفاعي.[1]

وكما شارك في عدد من الأفلام، منها:
- الحدق يفهم.[1]
- المهاجر.[1]
- عفريت النهار.[1]
- أبو علي.[1]
- هي فوضى؟ (فيلم)

## وصلات خارجية
- أحمد فؤاد سليم على موقع IMDb (الإنجليزية)
- أحمد فؤاد سليم على موقع الدهليز
- أحمد فؤاد سليم على موقع قاعدة بيانات الأفلام العربية
- أحمد فؤاد سليم على موقع قاعدة بيانات الفيلم (الإنجليزية)